# Tanguy Le Turquais
Tanguy Le Turquais  (Istres, 25 de junho de 1989), é um piloto de altura e regatista profissional francês que compete em solitário em regatas oceánicas a bordo de vários veleros monotipo.
Começou a navegar em 2011, e depois de seus inícios na Mini Transat, fez-se profissional em regatas oceánicas em solitário.

## Carreira profissional
Na primavera de 2022, anunciou que queria participar na Vendée Globe, em nome da associação Lazare, comprando o IMOCA Apicil a Damien Seguin. Para preparar sua qualificação, participou neste barco renomeado Lazare na Route du Rhum 2022, onde terminou 13º depois do rompimento de um timão.
A princípios de 2023 instalou sua base para preparar sua IMOCA em Locmiquélic, localidade de Morbihan onde reside desde 2018.